# Betty Helsengreen
Betty Helsengreen född 26 oktober 1914 i Köpenhamn död 29 december 1956, dansk skådespelare. Hon var dotter till skådespelarna Gunnar och Martha Helsengreen.
Helsengreen var elev på Casinoteatern 1931-1933. Som 16-åring debuterade hon vid Casino i rollen som Anna Hardenberg i operetten Skønjomfru av Johannes Dam och Emil Reesen. Efter scenutbildningen vid Casino engagerades hon vid Odense Teater 1938-1940 och Aarhus Teater där hon spelade olika karaktärsroller. Sedan hon hade återvänt till Köpenhamn engagerades hon vid flera olika privatteatrar bland annat spelade hon rollen Nille i pjäsen Jeppe på berget vid Frederiksberg Teater tillsammans med Osvald Helmuth. Hennes sista framträdande skedde under julen 1956 då hon medverkade i Jul i Købmandsgården på Det Ny Teater. 

## Filmografi
- 1957 – Ingen tid til kærtegn
- 1954 – Kongeligt besøg
- 1950 – Historien om Hjortholm
- 1947 – Når katten er ude
- 1944 – Elly Petersen
- 1940 – En ganske almindelig pige
- 1937 – En fuldendt gentleman
- 1935 – Weekend